# Chiamatemi Divina. Dorian Gray: storia di un'attrice dimenticata
Chiamatemi divina - Dorian Gray: storia di un'attrice dimenticata è un documentario del 2017 diretto da Franco Delli Guanti e Ludovico Maillet.

## Trama
Il documentario affronta la carriera e la vita dell'attrice italiana Dorian Gray (1931-2011), nome d'arte di Maria Luisa Mangini, originaria di Bolzano, soubrette dell'avanspettacolo nel secondo dopoguerra e poi diva all'apice della carriera nel cinema degli anni '50 e '60, tanto da soprannominarsi "Divina" in un'intervista dell'epoca. Presente soprattutto in film comici e commedie, fece qualche incursione anche nel cinema d'autore; tra i suoi titoli ci sono Totò lascia o raddoppia?, Totò, Peppino e la... malafemmina, Racconti d'estate, Le notti di Cabiria, Il grido dove si impose come attrice drammatica e non solo come una bambola sensuale, e Mogli pericolose, per cui vinse il Nastro d'argento alla migliore attrice non protagonista. Recitò poi anche in pellicole di genere spionistico fino a quando, sola e in attesa di un figlio avuto da Arturo Tofanelli, si trasferì a Torcegno, in Trentino, paese d'origine della madre, dove si ritirò dalle scene per più quarant'anni, facendo calare su di sé un silenzio assoluto. Tornò sulle pagine di tutti i giornali il 15 febbraio 2011, ormai dimenticata dai più, poco dopo aver compiuto ottant'anni, per essersi suicidata con un colpo di pistola alla tempia nella sua casa. Nei filmati si alternano anche le interviste dei suoi conoscenti, colleghi del cinema, critici e gli abitanti di Torcegno, che forniscono i propri ricordi e un ritratto della vita privata dell'attrice.

## Produzione
Il documentario è stato realizzato dai due registi trentini in collaborazione col Comune di Torcegno, in Valsugana, le province autonome di Trento e Bolzano, il Centro culturale La Firma e il Comune di Riva del Garda, prodotto da Mediaomnia.
Il 18 giugno 2017 nell'ambito del Biografilm Festival di Bologna è stato presentato in anteprima il documentario.